# Апогей

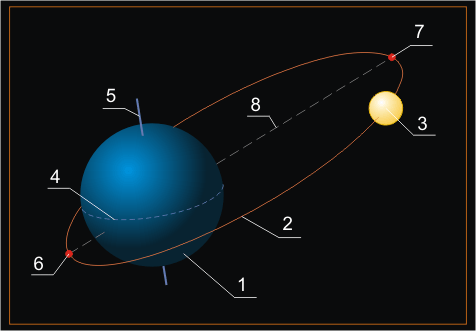
Навколоземна орбіта космічного тіла. Апогей позначено точкою 7

Апоге́й (грец. απογειος — далекий від Землі) — точка еліптичної навколоземної орбіти небесного тіла, зазвичай Місяця або штучного супутника Землі, найвіддаленіша від центру Землі.
Найближчу до центру точку навколоземної орбіти називають перигеєм.
Точка апогею протилежна точці перигею, обидві ці точки — кінці лінії апсид і змінюють своє положення зі зміною положення лінії. Таким чином, зміна напряму лінії апогею, наприклад, Місяця безпосередньо пов'язана зі зміною положення перигею його орбіти. Що стосується відстані точки апогею, то зміна цієї відстані залежить від змін ексцентриситету місячної орбіти та її великої осі.